# Troick (Oblast' di Mosca)
Troick (anche traslitterata come Troitsk) è una cittadina della Russia europea centrale, situata 37 km a sudovest della capitale, sul fiume Desna. Dal 1º giugno 2012 è stata inclusa nel distretto amministrativo Troickij della città di Mosca.
Sul sito si trovava, fin dal 1646, il villaggio di Troickoe che prendeva il nome dalla locale chiesa della Santa Trinità; nel 1928 il villaggiò cambiò nome, divenendo Troickij. L'attuale nome, insieme con lo status di città, risale solo al 1977.
Troick è sede di alcuni istituti di ricerca.

## Società

### Evoluzione demografica
Fonte: mojgorod.ru
- 1959: 5.200
- 1979: 22.400
- 1989: 29.300
- 2002: 32.653
- 2007: 35.600